# Martin Mahďar
Martin Mahďar (Dubnica nad Váhom, 31 juli 1989) is een Slowaaks voormalig wielrenner die zijn gehele profcarrière reed voor Dukla Banská Bystrica.

## Palmares
2011
 Slowaaks kampioen op de weg, Beloften
2016
7e etappe Ronde van Kameroen
2017
Punten- en bergklassement GP Chantal Biya

## Resultaten in voornaamste wedstrijden
|      | \| Jaar \| \| WK op de weg \| \| ---- \| \| ------------ \| \| 2018 \| \| opgave \| |              |
| Jaar |                                                                                     | WK op de weg |
| 2018 |                                                                                     | opgave       |

## Ploegen
- 2008 –  Dukla Trenčín Merida
- 2009 –  Dukla Trenčín Merida
- 2010 –  Dukla Trenčín Merida (vanaf 21-6)
- 2011 –  Dukla Trenčín Merida
- 2012 –  Dukla Trenčín Trek
- 2013 –  Dukla Trenčín Trek
- 2014 –  Dukla Trenčín Trek
- 2015 –  Kemo Dukla Trenčín
- 2016 –  Dukla Banská Bystrica
- 2017 –  Dukla Banská Bystrica
- 2018 –  Dukla Banská Bystrica
- 2019 –  Dukla Banská Bystrica

Bachratý · Božik · Broniš · Freivolt · Kováč · Mahďar · Polievka · Povolný · Sagan · Šipeky · Tybor · Vyšna · Zachar
Božik · Kováč · Krizan · Mahďar · Polievka · Procner · Rovnak · J. Sagan · P. Sagan · Šipeky · Tybor · Vyšna · Žabka · Zachar
Ažaltovič · Hrbáček · Jurčo · Kováč · Mahďar · Marek · Nagy · Polievka · Rovňák · Šipeky · Tybor · Valach · Vyšna
Ažaltovič · Béreš · Chalás · Hrbáček · Jurčo · Kováč · Mahďar · Marek · Nagy · Novák · Polievka · Šipeky · Tybor · Vyšna
Béreš · Broniš · Chalás · Gavenda · Habera · Kolář · Kováč · Mahďar · Špánik · Taragel · Tybor · Varhanik · Vyšna
Baška · Broniš · Daško · Gavenda · Jurčo · Kolář · Kováč · Mahďar · Malovec · Taragel · Tybor · Vyšna
Baška · Broniš · Daško · Jurčo · Kováč · Mahďar · Malovec · Taragel · Tybor
Broniš · Dubeň · Holomek · Jurčo · Kováč · Krajíček · Lajcha · Mahďar · Strmiska · Tybor · Zanelli
Bátora · Bellan · Harag · Haring · Kováč · Kováčik · Lajcha · Mahďar · Palčák · Strmiska · Tybor · Zimány · Cully (stagiair) · Ulík (stagiair)
Bellan · Čanecký · Cully · Foltán · Haring · Mahďar · Meliš · Oros · Taragel · Tybor · Varhaňovský · Vlčák